# Даудовы
Даудовы —  древние русские дворянские роды.
В России есть две фамилии имени Даудовых:
1. Потомки Лавра Даудова, бывшего воеводой в Орле (1581-84) (в гербовник не внесены). Внук его Казарин Юрьевич состоял в числе дворян при датском принце, женихе Ксении Борисовны (1602). Потомство его угасло.
2. Происходит от Даудова Василия Александровича, родом персиянина, выехавшего из Персии в Россию при царе Алексее Михайловиче (1656). принявшего православное крещение и пожалованного поместьем (Герб. Часть IV. № 112). Род внесён в VI часть Дворянской родословной книги Тульской и Костромской губерний[1].

При подаче документов (январь 1686), для внесения рода в Бархатную книгу, была предоставлена сказка Василия Александровича Даудова о своём происхождении и службах.
Пётр Васильевич, жилец (1687), участник Крымского похода. Двое Даудовых владели населёнными имениями (1699), а Василий Васильевич владел двором в Москве (1716).

## Описание герба и Сохранившиеся Истории Даудовых.
" Описание Герба "
В щите, имеющем голубое поле, перпендикулярно изображены шесть Яблок и на середине щита крестообразно положены две золотые Стрелы и Копьё остриями обращённые, Стрелы вверх, а Копьё вниз и два Страусовые пера, означенные крестообразно же у подошвы шита.
Щит увенчан обыкновенным дворянским шлемом с дворянскою на нём Короною. Намёт на щите голубой подложенный серебром. Герб рода Даудовых внесён в Часть 4 Общего гербовника дворянских родов Всероссийской империи, стр. 112.
" История Рода Даудовых "